# Trifloxystrobine
Trifloxystrobine is een organische verbinding uit de groep der strobilurines. Ze wordt gebruikt als fungicide.
Trifloxystrobine is in zuivere toestand een wit poeder, dat praktisch onoplosbaar is in water. Er bestaan vier cis-trans-isomeren van, maar enkel het E,E-isomeer wordt met trifloxystrobine aangeduid. Onder bestraling met licht treedt isomerisatie op naar de andere isomeren (E,Z, Z,E en Z,Z).

## Toepassingen
Trifloxystrobine is de werkzame stof in het fungicide Flint (Bayer CropScience) dat wordt gebruikt tegen echte meeldauw en schurft op talrijke teelten. Daarnaast zijn er producten op de markt waarin trifloxystrobine samen met een ander fungicide gecombineerd wordt, zoals tebuconazool of prothioconazool. 

## Regelgeving
De Europese Commissie heeft trifloxystrobine opgenomen in de lijst van toegestane gewasbeschermingsstoffen. De toelating ging in op 1 oktober 2003 voor tien jaar en werd in 2012 verlengd tot 31 juli 2016.

## Toxicologie en veiligheid
De stof heeft een lage acute toxiciteit voor zoogdieren, maar ze is matig tot zeer toxisch voor waterorganismen (vissen, ongewervelde waterdieren en algen).